# Gewog di Phuentsholing
Il gewog di Phuentsholing è uno degli undici raggruppamenti di villaggi del distretto di Chukha, nella regione Occidentale, in Bhutan.